# Catedral de San Lorenzo (San Feliú de Llobregat)
La Catedral de San Lorenzo (en catalán: Catedral de Sant Llorenç) es un edificio religioso situado en la plaza de la Villa de San Feliú de Llobregat (provincia de Barcelona).

## Historia
La Catedral de San Feliú de Llobregat es obra del arquitecto Josep Ros i Ros.
La antigua iglesia parroquial, obra del siglo XIX proyectada por Francisco Renart, fue destruida durante julio de 1936, en el inicio de la guerra civil española. Del antiguo templo quedó únicamente el campanario. En el año 1939 se puso la primera piedra del actual edificio y a partir de 1940, siendo párroco Lluís Brugaroles y bajo la dirección del arquitecto Josep Ros, se iniciaron las obras de construcción de la nueva iglesia parroquial de San Lorenzo.
El 22 de junio de 1941 se bendijo la actual capilla del Santísimo y finalmente, el 26 de mayo de 1946 el obispo de Barcelona Gregorio Modrego presidió la consagración.
La finalización de la obra tuvo lugar en 1955, con las capillas de Nuestra Señora de Montserrat y del Sagrado Corazón. Posteriormente, la reforma más importante que se hizo fue la adecuación a las nuevas directrices litúrgicas del Concilio Vaticano II, momento en el que el pintor local Joan Torres pintó la Santa Cena que preside la actual capilla del Santísimo.
El 15 de junio de 2004 una bula del papa Juan Pablo II decretaba la separación de 9 arciprestazgos de la archidiócesis de Barcelona para crear el nuevo obispado de San Feliú, con sede en la ciudad de San Feliú de Llobregat. La misma bula elevó al rango de catedral la que hasta aquel momento era la iglesia parroquial de San Lorenzo.

## Arquitectura
De estilo historicista, con predomiancia neomedieval en la torre del campanario y neobizantina en el resto de la edificación. La catedral de San Feliú consta de tres naves, con transepto, ábside semicircular con dos absidiolos y cimborrio poligonal sobre el crucero.
La decoración es obra de Francesc Labarta. De la fachada destaca sobre todo el portal con arco de medio punto decorado con arquivoltas y tímpano, y el gran ventanal con tres lóbulos, con celosía y arcos de medio punto sobre columnas.
Como curiosidad se puede mencionar que el edificio no se hizo de piedra sino con bloques formados con cemento y arena del Llobregat que los feligreses se encargaron de llevar con carro desde el río.